# (15784) 1993 QZ
1993 كيو زد (ويعرف أيضًا باسم (15784) 1993 كيو زد وفق تسمية الكوكب الصغير) (بالإنجليزية: 1993 QZ)‏ هو كويكب ضمن حزام الكويكبات؛ وترتيبه 15784 من حيث الاكتشاف.
اكتُشف هذا الجُرم الفلكي بواسطة اليانور إف. هيلين في 20 أغسطس 1993.

## وصلات خارجية
- (15784) 1993 QZ في قاعدة بيانات مختبر الدفع النفاث لأجرام النظام الشمسي الصغيرة

- الاكتشاف · مخطط المدار ·  العناصر المدارية · المعلمات المادية

- (15784) 1993 QZ على موقع ويكي سكاي: DSS2, SDSS, GALEX, IRAS, Hydrogen α, X-Ray, Astrophoto, Sky Map, Articles and images